# Нун (семитские языки)
 Нун — четырнадцатая буква консонантного письма. Соответствует финикийской 𐤍, еврейской נ, арамейской 𐡍‎, сирийской ܢ, арабской ن‎ (в порядке абджаде). Соответствует числу 50. Это третья буква Таны (ނ), произносится как «нуну». Представляет собой переднеязычный  носовой согласный звук /н/. Нун родственен древней североаравийской 𐪌‎‎, южноаравийской 𐩬, эфиопской ነ.
Финикийская буква дала начало греческой ню (Ν), этрусской, латинской N и кириллической Н .

## Происхождение
Считается, что название «Нун» происходит от египетского иероглифа, обозначающего змею или угря. Еврейское слово нахаш (ивр. נחש‎, «змея»), начинается с «нун». Выдвинута также гипотеза о том, что название «Нун» происходит от иероглифа, обозначающего рыбу в воде (в арамейском и аккадском языках слово «нун» означает «рыба», а в арабском — «большая рыба» или «кит»). Финикийская буква также называлась " nūn " и означала «рыбу», но это название, как предполагается, происходит от гипотетического протоханаанского слова " naḥš « („змея“), основанного на названии буквы в эфиопском языке, которое, в конечном счёте, происходит от иероглифа, обозначающего змею.
| I10 |

## Арабская нун
Вид арабской буквы нун зависит от её положения в слове (в начале, середине, конце, обособленно):
В арабском литературном языке нун используется как:
- суффикс, указывающий на спряжение глаголов во множественном числе женского рода; например هِيَ تَكْتُب хия тактуб („она пишет“) становится هُنَّ يَكْتُبْنَ хунна яктубна („они [женского рода] пишут“)
- префикс для глаголов первого лица множественного числа несовершенного вида / настоящего времени. Например هُوَ يَكْتُب хува йактуб („он пишет“) → نَحْنُ نَكْتُب naḥnu naktub („мы пишем“).

### Сарайки
В некоторых языках „нун“ это ретрофлексный носовой согласный звук. В Международном фонетическом алфавите символ ɳ альвеолярного согласного образуется с помощью добавления правого крючка к нижней части „n“ . Символ X-SAMPA — n` .
„Нун“ похож на палатальный носовой согласный и велярный носовой согласный в Сарайки, сочетающий в себе „нун“ и „rre“ ڑ: например ک م، چھb چھ، ونڄ۔ .

### Джави
В джави буква» нья" — это модифицированная форма буквы «нун» с двумя дополнительными точками. В начальной или средней части расположение точек будет изменено, аналогично персидским буквам пе и са. «Нья» является суффиксом косвенного дополнения, принадлежащего ему/ей/этому.

### Кампания в социальных сетях (2014)
После падения Мосула, ИГИЛ, под страхом смерти потребовав от ассирийских христиан принятия ислама, платы дани, начал рисовать на домах христиан букву «нун» (naṣrānī نصراني), что означало Назареяне, то есть христиане.
В ответ на преследование христиан и езидов со стороны ИГИЛ была запущена международная кампания в социальных сетях для повышения осведомленности всего мира, символом которой является буква ن (нун) — знак, нарисованный ИГИЛ.
При этом, в литературном арабском языке более распространённым термином для христиан является «масихи» (مسيحي ., plural مسيحيون).

## Еврейская нун
| Орфографические варианты | Орфографические варианты  | Орфографические варианты  | Орфографические варианты  | Орфографические варианты | Орфографические варианты |
| позиция в слово          | Различные печатные шрифты | Различные печатные шрифты | Различные печатные шрифты | Курсив иврит             | Раши сценарий            |
| позиция в слово          | Засечки                   | Sans-serif                | Моноширинный              | Курсив иврит             | Раши сценарий            |
| ------------------------ | ------------------------- | ------------------------- | ------------------------- | ------------------------ | ------------------------ |
| не окончательный         | נ                         | נ                         | נ                         |                          |                          |
| финал                    | ן                         | ן                         | ן                         |                          |                          |

Правописание на иврите: נוּן.
Буква в своем конечном положении отображается с верхним крючком или без него:
- Arial, DejaVu Sans, Arimo, Open Sans: ן
- Тахома, Ното без иврита, Алеф, Хибо: ן

### Произношение
Представляет собой альвеолярный носовой звук (IPA : /n/), как английская N.

### Вариации
Нун, как и Каф, Мем, Пе и Цади, имеет конечную форму «нун софит» (используется в конце слов). В средневековых раввинских писаниях конечная нун означало «сын» (бен). Также есть нун хафуха (в Танахе).

### Значение
В гематрии Нун представляет число 50. Его окончательная форма представляет 700, но вместо неё используются Тав и Шин (400+300).
Как и в арабском языке, сокращение «нун» может обозначать "некева " (женский род).
Нун также является одной из семи букв с особой короной (таг) при написании в Свитке Торе.
В игре «Дрейдл» выпавшая «Нун» передает ход следующему игроку.

## Сирийская нун
Сирийская нун ܢ — четырнадцатая буква сирийского алфавита.